# 相良藩願成寺駅
相良藩願成寺駅（さがらはんがんじょうじえき）は、熊本県人吉市北泉田町にあるくま川鉄道湯前線の駅。駅番号は2。

## 歴史
- 1937年（昭和12年）4月1日：鉄道省の東人吉駅（ひがしひとよしえき）として開業[1]。
- 1949年（昭和24年）6月1日：日本国有鉄道の駅となる。
- 1959年（昭和34年）1月20日：貨物取扱廃止[1]。
- 1963年（昭和38年）4月1日：業務委託化。
- 1987年（昭和62年）4月1日：国鉄分割民営化に伴い九州旅客鉄道（JR九州）の駅となる[1]。
- 1989年（平成元年）10月1日：くま川鉄道へ転換、同時に相良藩願成寺駅に改称[1][2]。
- 1997年（平成9年）4月23日：駅舎を改築[3]。併せて、人吉市立こども図書室が駅舎内に併設される[4]。
- 2013年（平成25年）3月：人吉市立こども図書室が閉館する[5]。

## 駅構造
単式1面1線のホームを持つ地上駅であるが、湯前寄りは右方向へカーブしている。なお、当駅は有人駅である。
駅舎脇には電話ボックスが設置されている。なお、すぐ南側を肥薩線（JR九州）が併走しているが、人吉寄りの駅手前付近で分岐しているため、ホームは設けられていない。

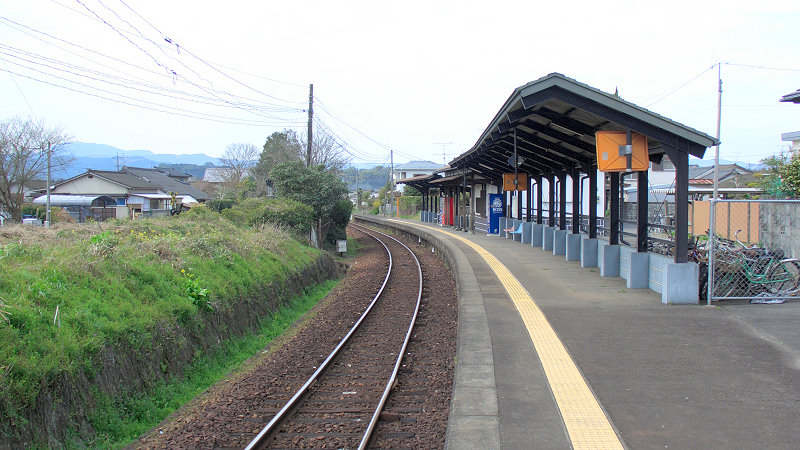
ホーム（2007年3月）
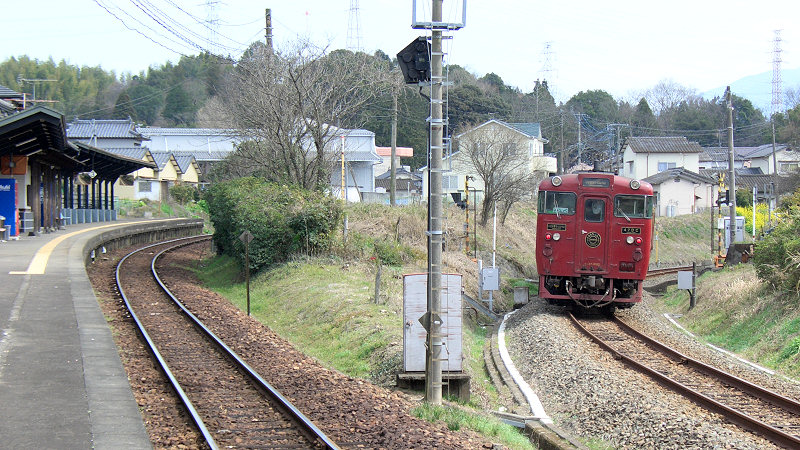
肥薩線（右側）にはホームが設けられていない（2007年3月）

## 利用状況
| 年度   | 一日平均 乗車人員 | 一日平均 乗降人員 |
| ------ | ----------------- | ----------------- |
| 2011年 | 345               | 683               |
| 2012年 | 343               | 682               |
| 2013年 | 355               | 707               |
| 2014年 | 340               | 674               |
| 2015年 | 323               | 642               |
| 2016年 | 393               | 642               |
| 2017年 | 341               | 773               |
| 2018年 | 347               | 691               |

## 駅周辺
周辺は住宅地であるが古くからの寺院も点在している。駅名の由来となった願成寺は駅前の道を南へ約300m程の距離にあり、国道445号に面している。
- 願成寺
- 願成寺温泉
- 川上哲治生家跡 - 当駅から約400m
- 人吉市立人吉東小学校
- 熊本県立人吉高等学校
- 中小企業大学校人吉校
- 人吉別院
- 人吉七日町郵便局
- 人吉願成寺郵便局
- 国道445号

## 隣の駅
くま川鉄道
■湯前線
人吉温泉駅（1） - 相良藩願成寺駅（2） - 川村駅（3）